# Manfred Moch
Manfred Moch (* 6. Mai 1930 in Hirschberg im Riesengebirge, Provinz Niederschlesien; † 28. Mai 2011 in Jávea, Spanien) war ein deutscher Trompeter (auch Vibraphon), der im Bigband-Jazz und in der Unterhaltungsmusik aktiv war.
Moch brachte sich autodidaktisch das Trompetenspiel bei und tourte als Musiker jahrelang durch Deutschland. 1957 spielte er in Köln bei Heinz Kretzschmar, mit dem 1955/57 erste Plattenaufnahmen entstanden. 1960 kam er zum Fernsehorchester.
Moch wurde in den 1960er-Jahren als Solist bei Bert Kaempfert bekannt, zu hören in Titeln wie Bye Bye Blues, Strangers in the Night, L-O-V-E und Sweet Maria. 1968 trennte er sich von Kaempfert, arbeitete aber noch in den 1970er Jahren gelegentlich mit ihm zusammen. In den 1960er- und 1970er-Jahren war er zudem Mitglied im James Last Orchester und spielte auf dessen Non-Stop-Dancing-LPs von 1965 bis 1975; er war mit ihm noch bei Plattensessions tätig, nachdem er die Tourneeband verlassen hatte. Daneben arbeitete Moch von den 1960er- bis in die 1990er-Jahre mit dem Tanzorchester des NDR bzw. der daraus hervorgehenden NDR Bigband und als Sessionmusiker in Hamburg. Auch war er bis zuletzt Mitglied des Orchester Kai Warner. Ende der 1960er spielte er Trompeten-Duoalben mit Heinz Habermann ein, einem Kollegen aus dem Orchestern von Last und Kaempfert, die unter der Bandbezeichnung The Tattoos bei Decca und später bei BASF erschienen. Im Bereich des Jazz war er zwischen 1955 und 1993 an 25 Aufnahmesessions beteiligt, u. a. auch mit Paul Kuhn, Phil Wilson, als Mitglied der NDR-Big Band auch mit George Gruntz, Inga Rumpf, Chet Baker und Joe Pass.